# Biedermeier

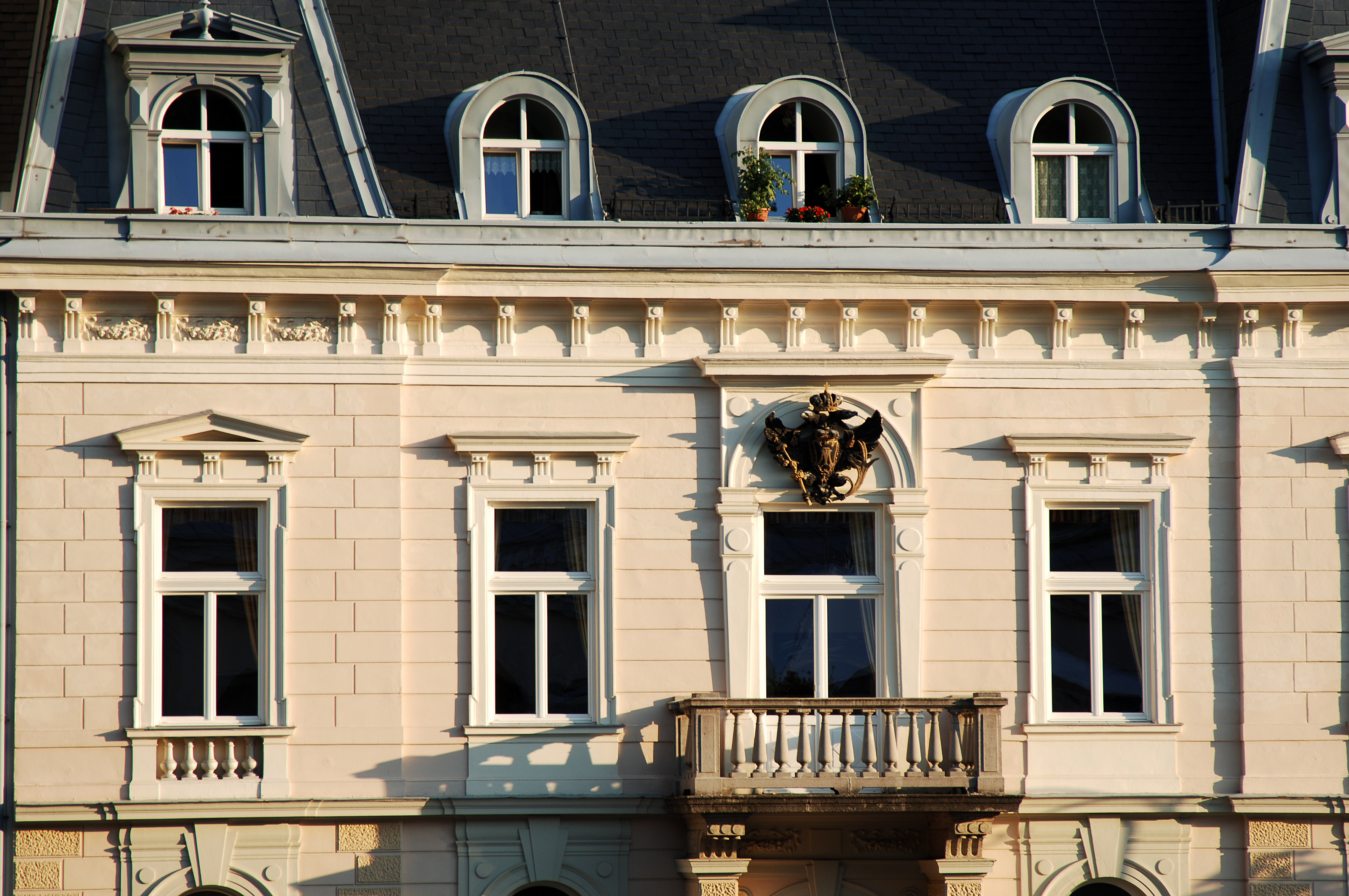
Arquitectura Biedermeier.

Biedermeier es la denominación de un gusto y estilo literario y artístico, especialmente ornamental, que se desarrolló en el Imperio austríaco y el resto de la Europa Central entre el periodo del Congreso de Viena 1814-15 y 1848, la época de la Restauración. Inicialmente designaba al sobrio estilo del mobiliario y las artes decorativas característicos de esa época y lugar (contemporáneo al Estilo Restauración en Francia); y posteriormente el término fue aplicado, por extensión, a ciertas producciones pictóricas y literarias del mismo período, caracterizadas por rasgos románticos como el sentimentalismo, el intimismo y por una bondadosa sátira del mundo pequeño-burgués.

## Origen del término
El término fue acuñado por los escritores Ludwig Eichrodt y Adolf Kussmaul en algunas poesías satíricas publicadas por un diario de Múnich en 1855. El maestro de escuela suabo Gottlieb Biedermeier, como personificación despreciativa de la burguesía conservadora y "apolítica" por parte de los liberales de la Revolución de marzo alemana (1848-1849), era un autor inventado de versos involuntariamente cómicos y extravagantes que se generalizó en 1855 en el semanario humorístico Fliegende Blätter ("Hojas Volantes"): 

Mira, allí pasean el señor Biedermeier / y su mujer, con el hijo en brazos; / andan suavemente como pisando huevos, / su dicho preferido: "Ni caliente ni frío". / Es un burgués muy venerado / que habla espiritualmente y aspira a lo terreno, / vive en aquella casa hermosa / y -como usurero presta su dinero. // Vota moderado en las elecciones / ya que abomina de cualquier disputa; / aunque no es amigo de pagar impuestos / honra mucho la autoridad. / Llamado al ayuntamiento o administración, / se quita el sombrero ya en la escalera; / pero después marcha orgulloso a su casa / y -como usurero presta su dinero. // Faltar el domingo a la iglesia / eso sería contra el deber del cristiano; / allí busca consuelo para su alma / y dormita mientras habla el cura. / Esto le lleva felizmente hasta la bendición, / que el muy bravo recibe piadosamente. / Marcha muy edificado a su casa / y -como usurero presta su dinero.
Herr Biedermeier" (1847), de Ludwig Pfau

El adjetivo bieder ("probo"), originariamente usado como sinónimo de íntegro, honrado, fue trivializado por los contrarios a la política de la Restauración al ser una característica polémica de la burguesía conservadora y “apolítica”; suponía una desvalorización política además de estética. Pero esta polémica desvalorización coetánea que se refleja en la historia de algunas palabras (por ejemplo, Biedermann), no es obligadamente equiparable con el denominativo de época literaria posteriormente utilizado. Este está tomado de la historia del arte, que describía con él sobre todo la cultura de vivienda y moda burguesa de la primera mitad del siglo XIX. En la historia literaria se introdujo inicialmente como denominación genérica para la época, más tarde se limitó a las corrientes conservadoras de la burguesía.
El Biedermeier es expresión del retiro de amplios círculos de la burguesía políticamente decepcionada y excluida de la colaboración responsable en el Estado a la cotidianidad privada de la familia. Es un retiro resignado a la inactividad política, compensado por una nueva cultura familiar sensibilista, por un apartarse hacia actividades económicas reforzadas, y el recurso a ordenaciones tradicionales de valores. La conciencia de la contradicción entre la situación real y la exigencia ilustrada de emancipación política del burgués sigue viva. El Weltschmerz ("dolor universal") que se escondía entre las proclamaciones literarias de silenciosa modestia y tranquila felicidad era prácticamente una moda de época, tanto más había de superar la literatura la fragmentación experimentada; el amor por las cosas pequeñas, por el detalle, tenía que consolar de la impedida participación en la responsabilidad pública.
El Biedermeier es también la época del nacimiento del vodevil (Karl von Holtei, 1798-1880) y de la comedia burlesca en los teatros de Viena (Nestroy), Berlín (Kalisch, Angely), Hamburgo (Jacob Heinrich) y otras ciudades.

## Contexto histórico

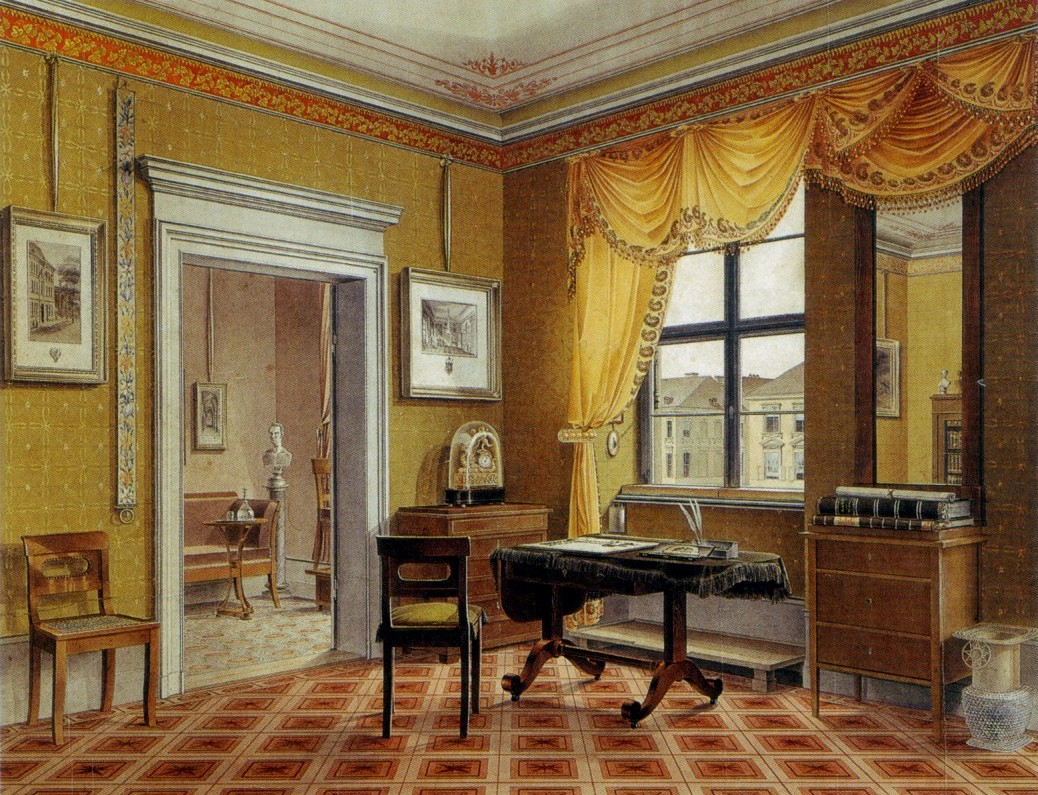
Retrato interior (Zimmerbild) de un salón en estilo Biedermeier en Berlín, c. 1825, por Leopold Zielcke (1791-1861).

La situación política  francesa no se puede equiparar con la alemana y austriaca, pero sí tuvo amplia repercusión tanto la revolución de 1789, como la derrota de Napoleón y Congreso de Viena en 1814, la revolución de 1830 ("Tres Gloriosas") y la revolución de 1848 ("Primavera de los pueblos") e influenciaron la política del vasto espacio centroeuropeo. La idea de establecer constituciones en oposición a las monarquías absolutistas se había difundido en Europa y aceptado en la Ley federal alemana  (Deutsche Bundesakte) de la Confederación Germánica (1815). Sin embargo, con el objeto de evitar repetir la convulsión revolucionaria francesa, las reafirmadas monarquías europeas gobernaron con puño de hierro y apoyo de agencias de inteligencia.
Los príncipes alemanes y austriacos mantuvieron así el principio absolutista. El artículo 57 del Acta final de Viena (1820) ratificaba nuevamente las determinaciones del Acta Confederal de que “la totalidad del poder estatal debía quedar reunida en el cabeza del Estado”. Las prácticas contrarrevolucionarias del Emperador  Francisco I de Austria y su Ministro del Interior el Príncipe de Metternich empujaron a la gente fuera de los clubes y cafés, clausurando sociedades y encarcelando muchos de sus miembros. Esto causó que las reuniones sociales y los debates se trasladaran al relativo confort de los hogares, con el círculo social restringido a un selecto grupo de amigos confiables. Las esperanzas despertadas en las guerras de liberación no se cumplieron. La burguesía quedó excluida de la responsabilidad política; solamente podía encontrar una cierta justificación ante sí misma en el ámbito privado mediante posesiones particulares y formación. Este contexto es lo que separa el periodo Biedermeier del Alto Romanticismo.

## Arquitectura
La arquitectura Biedermeier está marcada por la simplicidad y la elegancia. Uno de los edificios más elegantes del estilo Biedermeier que todavía se conserva es el Stadttempel ("templo de la ciudad", la sinagoga de Viena). Arquitectos y diseñadores destacados del movimiento fueron Elisabeth Von Baczko y, en sus inicios, Karl Ehn. Con ese aspecto de simplicidad, movilidad y funcionalismo, el Biedermeier fue de gran influencia en el Jugendstil o Art Nouveau, la Escuela de la Bauhaus y en otros movimientos artísticos del siglo XX.

## Pintura

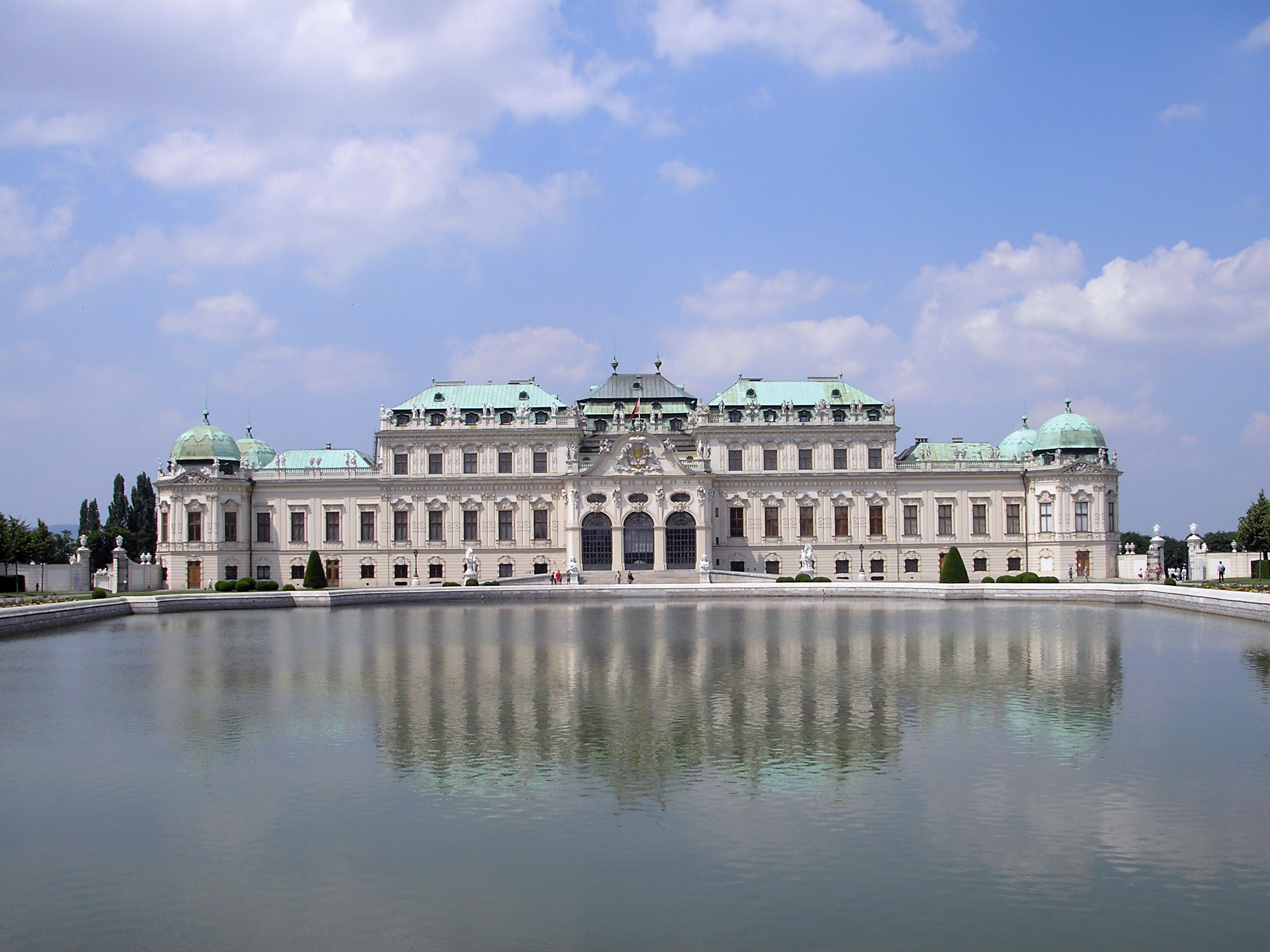
Museo del Palacio Belvedere

La pintura de la época Biedermeier se caracteriza por el apego al realismo y la representación de la vida en un modo de gozo y paz mental (el "Gemütlichkeit"). La técnica pictórica es académica de tipo clásico, y utilizada para lograr el realismo requerido; a la vez, es utilizada como un medio narrativo, no solo del pasado anecdotal sino del presente. Esto formó una unidad estética que se hace manifiesta en el retrato (ejemplo: Retrato de la familia Arthaber, 1837, por Friedrich von Amerling), paisaje (véase la obra de Waldmüller o Gauermann) y escenas de la crónica contemporánea (e.g., Controversia de los entrenadores, 1828, por Michael Neder).
Autores claves del movimiento Biedermeier son Carl Spitzweg (1808-1885), Ferdinand Georg Waldmüller (Viena, 1793-1865),
Josip Tominc (Gorizia, 1780-1866), Friedrich von Amerling (Viena, 1803-1887), Friedrich Gauermann (Miesenbach, Baja Austria, 1807-1862), Johann Baptist Reiter (de) (Linz, 1813 - 1890), Peter Fendi (Viena, 1796-1842), Michael Neder (de) (Viena, 1807-1882), Josef Danhauser (Viena, 1805-1845), Edmund Louis Eduard Wodick (de) (Markt Alvensleben, 1806-1886) entre otros. La colección más importante del mundo en pintura Biedermeier se encuentra actualmente en el Museo del Palacio Belvedere, en Viena.

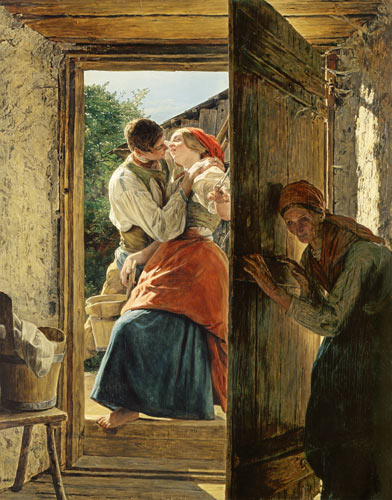
Los amantes sorprendidos, por Georg Waldmüller (1858)
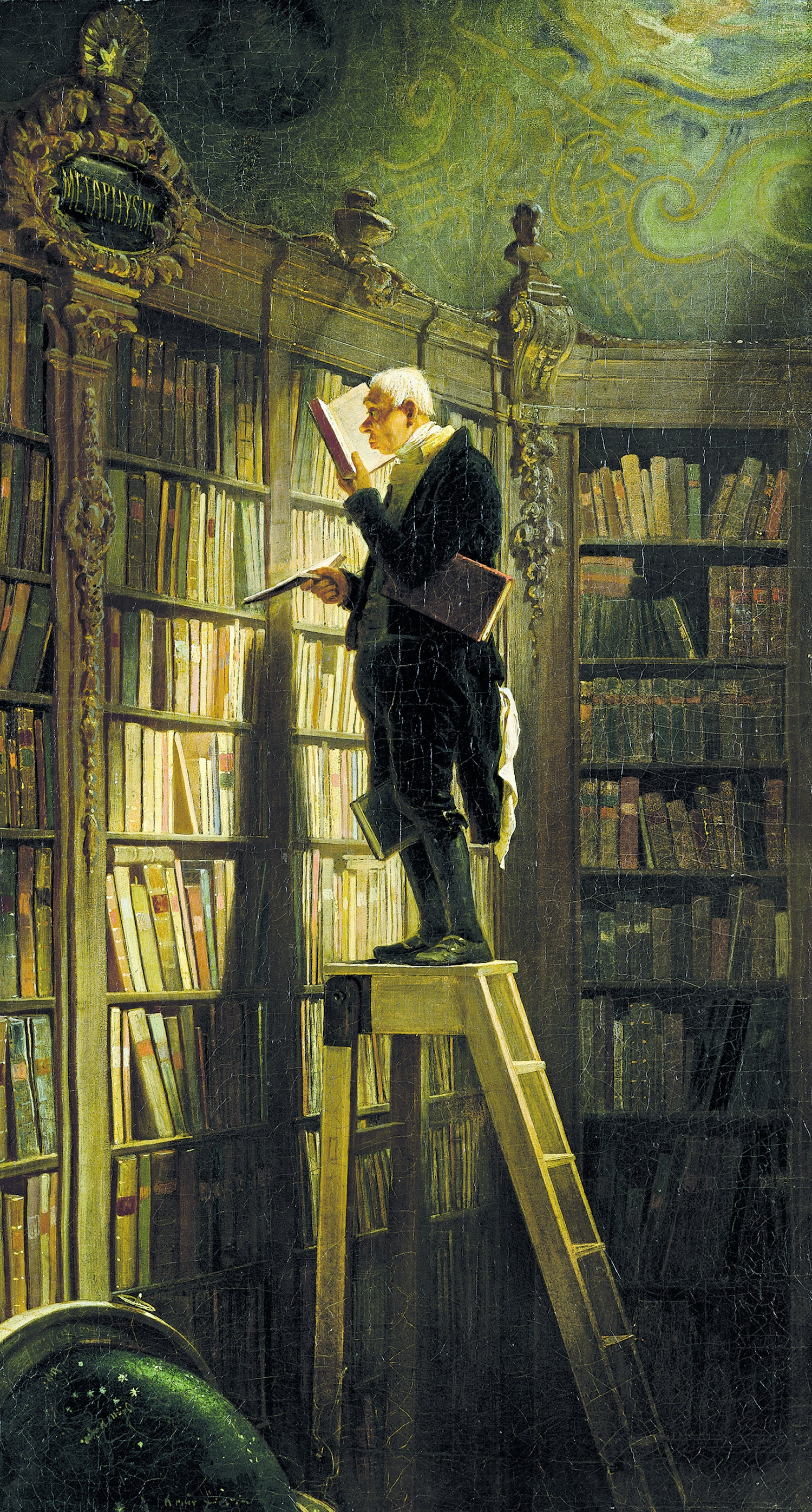
El ratón de biblioteca, por Carl Spitzweg (1850)
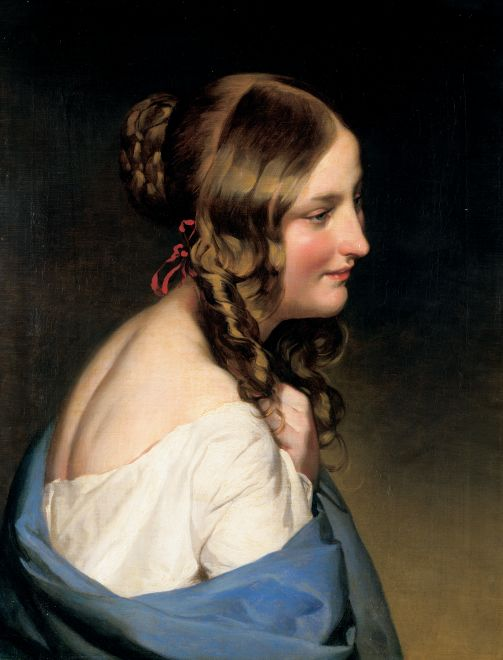
Mädchenbildnis, por Friedrich Von Amerling (1830)
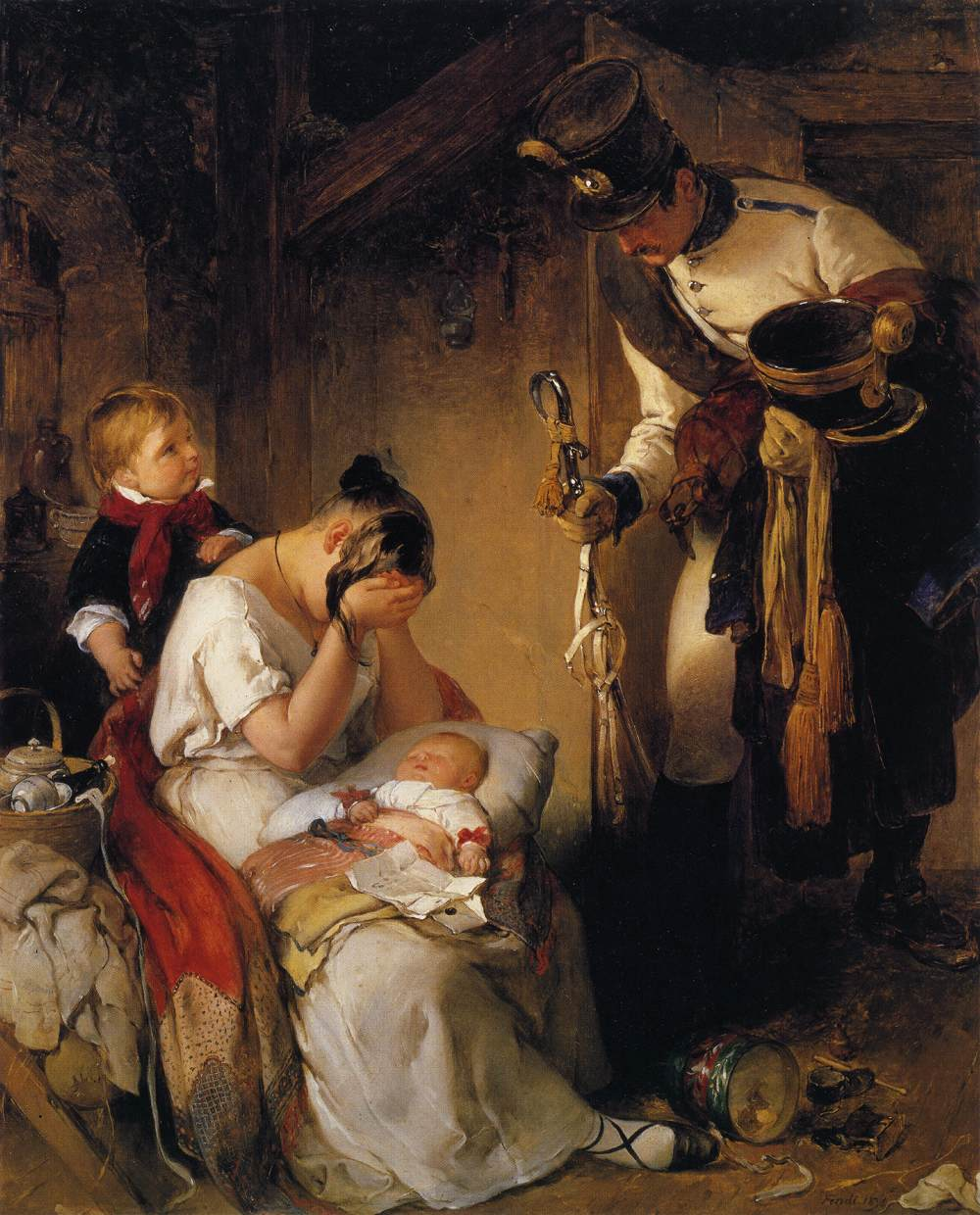
La noticia triste, por Peter Fendi (1838)
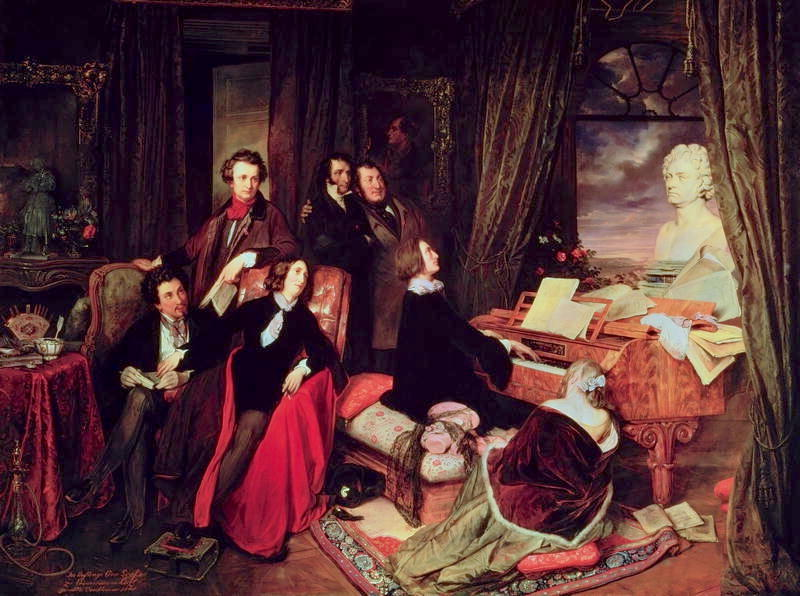
Franz Liszt en el piano, por Josef Danhauser (1840)

## Literatura

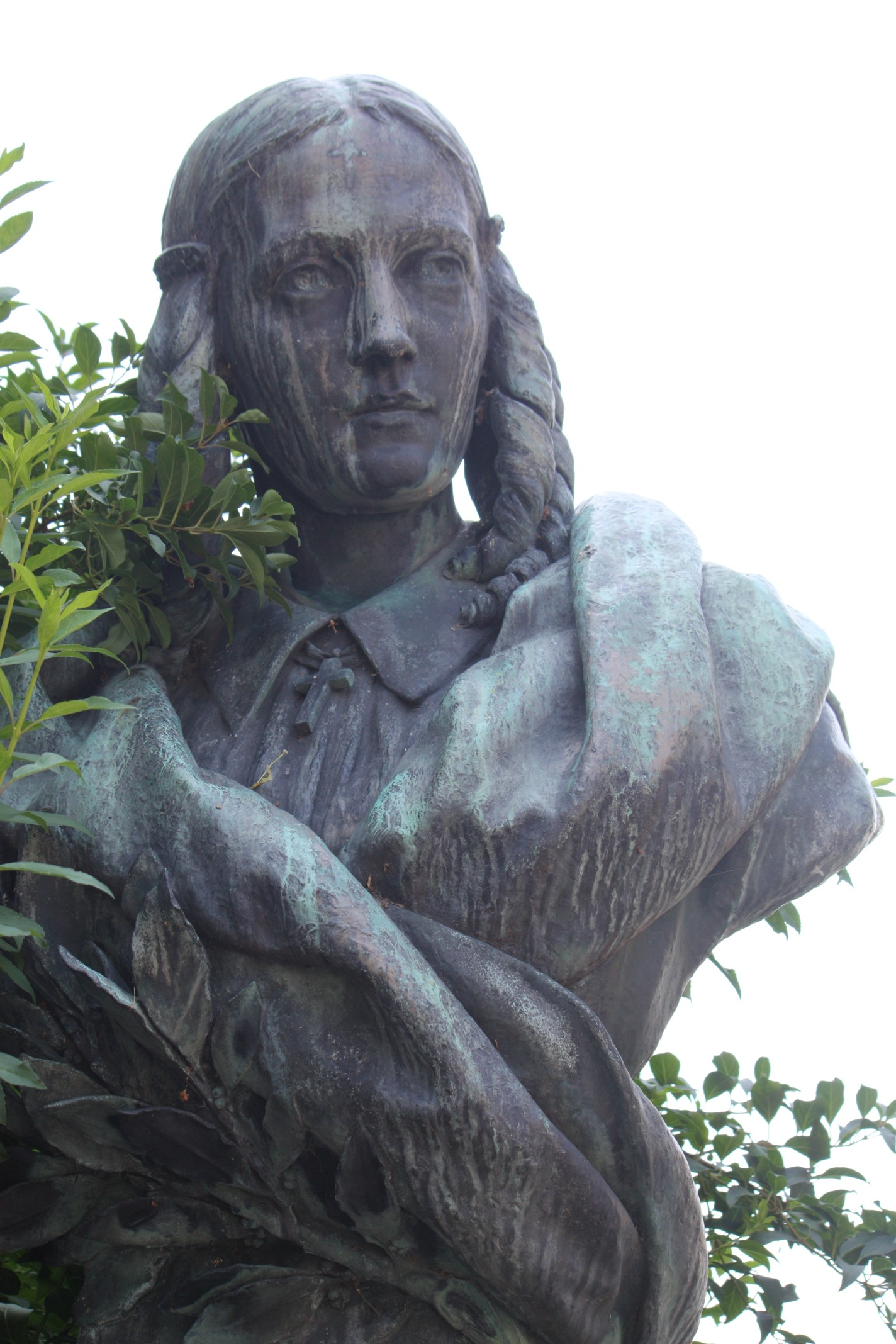
Estatua de Annette von Droste-Huelshoff en el castillo de Meersburg, Alemania

El término fue acuñado por los escritores Ludwig Eichrodt y Adolf Kussmaul en algunas poesías satíricas publicadas por el diario de Múnich Fliegende Blätter (Páginas Volantes) en 1855. Los versos parodiaban los poemas de la época como despolitizados y pequeño burgés.
Debido a los estrictos controles de publicación en la época, prosperan la Unterhaltungsliteratur («literatura amena») y los géneros menores, como los almanaques literarios, la novela corta, los relatos en verso, la Dorfgeschichte («historia lugareña»), la balada y el cuento corto. Pertenecen a este estilo los escritores alemanes Eduard Mörike, Friedrich Rückert, Karl Leberecht Immermann y Annette von Droste-Hülshoff, los austriacos Franz Grillparzer y Adalbert Stifter y el suizo Jeremias Gotthelf.

## Influencia de este movimiento en España
Este período coincide con los reinados en España de Fernando VII e Isabel II. El gobierno reaccionario de Fernando VII sumerge a España en una época de regresión hacia el despotismo y el absolutismo monárquico, y de retraso respecto del resto de Europa. Durante el reinado de Isabel II se producen tímidos intentos de desarrollo frustrados en parte por las guerras carlistas. Como resultado de todo esto, se presenta una España muy poco propicia a dejarse influir por las tendencias literarias alemanas, más adecuadas para una burguesía conformista en un momento político estable, que para una sociedad pobre y subdesarrollada en comparación con otros países europeos, y mucho más activa políticamente hablando. No obstante, podemos rastrear algunas similitudes: Larra fue el introductor de las novelas por entregas y de los artículos periodísticos, muy del gusto de la burguesía de la época.